# Socioteràpia
La socioteràpia és una ciència social i una forma de treball social, i sociologia que implica l'estudi de grups de persones, els seus individus constitutius, i el seu comportament, utilitzant la informació apresa en la gestió de casos i cures cap a l'enriquiment holístic de la vida o la millora de la vida social i condicions vitals.
El professional del camp, que es pot denominar socioterapeuta o terapeuta d'enriquiment vital, de vegades anomenat sociòleg clínic, sol ser simultàniament membre d'una altra professió rellevant: metge, psiquiatre, psicòleg, infermer, treballador social, sociòleg, criminòleg, professionals de l'activitat i l'esbarjo, entre d'altres.
La socioteràpia clínica sol dirigir-se a grups d'infants, joves o ancians, empleats en diversos entorns, com ara centres de tractament o comunitats d'atenció vital com les residències geriàtriques, i estan directament implicats en la gestió de casos i la planificació de la cura.

## El naixement de la sociologia clínica
La sociologia clínica (del llatí clinex; «estar al costat del pacient») és un camp de la sociologia nascut als Estats Units d'Amèrica a la dècada del 1920, que pretén intervenir sobre l'individu i/o sobre els grups, és a dir, comunitats, organitzacions o institucions, per tal de provocar un canvi en la situació inicial incòmoda. Una de les estratègies utilitzades per a aquest propòsit és la «redefinició de la realitat» tal com és percebuda pel pacient. De fet, els seus fonaments teòrics i paradigmes de referència pertanyen plenament a la formació sociològica, per exemple en el cas de l'interaccionisme simbòlic i les teories del conflicte i, per tant, es poden aplicar en diversos àmbits, per exemple en la mediació social per a la resolució de conflictes familiars, condomini, etc. entre un individu i una organització i entre organitzacions.
«Socioteràpia» és una especialització de la sociologia clínica. Els seus orígens es remunten a la dècada del 1920, amb el desenvolupament del mètode «història de vida» pels estudiosos de l'Escola de Chicago William I. Thomas i Florian Znaniecki. L'aplicació d'aquest mètode com a eina d'investigació sociològica es pot considerar com l'inici de la socioteràpia.
Des de la Segona Guerra Mundial, només uns pocs sociòlegs professionals s'han presentat com a socioterapeutes, després d'una investigació-intervenció destinada a analitzar problemes socials crítics, en funció de l'assessorament a individus i col·lectius. L' Associació de Pràctica Sociològica (SPA), abans Associació de Sociologia Clínica (1978-1986), és actualment la major organització de sociòlegs clínics i aplicats.
A Itàlia, l'ús clínic de la sociologia va representar immediatament un corrent menor dins dels estudis acadèmics, els darrers estan més interessats en una sociologia analítica dedicada a l'estudi i comprensió de l'objecte de recerca, però lluny de la possibilitat d'intervenció terapèutica sobre individus, grups, comunitats, organitzacions. En aquest sentit, la sociologia clínica acompanya l'anàlisi i la comprensió de l'estat de patiment de determinats subjectes socials amb una intervenció funcional per superar la mateixa situació problemàtica.
Una característica peculiar de la sociologia en general (clínica i no) és la de dedicar una atenció especial a les situacions històriques viscudes com a problemàtiques. La clínica canalitza la seva atenció a situacions localitzables (una realitat local, una família, una empresa, un context social concret, un individu), i sobre les quals pot dissenyar una intervenció específica destinada a promoure l'eliminació del malestar. Acostuma a partir de la dimensió existencial del malestar, identificant així el seu origen particular (econòmic, biològic, geogràfic, polític, religiós, etc.) i pot plantejar un estudi de les possibilitats de neutralitzar-lo.
La socioteràpia, nascuda a principis de la dècada del 1990 en el context de la drogodependència, es va desenvolupar posteriorment abraçant diversos àmbits d'intervenció, com ara: l'adolescència, les relacions familiars, els trastorns alimentaris, les relacions intergeneracionals i intrageneracionals, l'escola i altres agències de socialització, i la mediació. Es comença així a perfilar la categoria de síndromes mediàtiques, o «molèsties induïdes» per l'evolució de les comunicacions sobre les relacions de les persones i sobre la seva activitat de construcció d'identitats.
Segons el plantejament de Leonardo Benvenuti, aquesta disciplina té un fort segell metodològic, i a nivell macrosocial identifica un paradigma teòric per interpretar la societat en què vivim i els seus canvis, i a nivell microsocial descodifica el comportament dels individus acompanyant-los en l'adquisició d'habilitats útils per a l'elaboració de solucions aconseguides mitjançant una sèrie d'eines tant teòriques com aplicatives, útils per al benestar de la persona.
La referència aquí és a l'origen social de moltes formes de penúries que, com a tals, semblen requerir, com ja s'havia previst, un augment de les habilitats dels individus; d'aquesta premissa es deriva, a partir d'alguns conceptes de N. Luhmann, una definició de «malestar», com una alteració que es produeix dins d'una persona, considerada com un sistema complex de comunicació, relativa a la capacitat d'entendre la informació, interpretada com a novetats comunicatives (sorpresa), amb origen tant intern com extern, respecte a la qual es produeix una malformació del sentit té lloc, com a capacitat, amb origen tant orgànic com cultural (mental), per reduir i mantenir la complexitat.
La socioteràpia, a nivell històric (filogenètic) i individual (ontogenètic), reprenent les tesis de M. McLuhan, identifica 4 paradigmes comunicatius principals, vinculats a l'evolució de la comunicació humana: preoral, oral-amanuensi, tipografia (del segle xv) i neomedial (la transició a la darrera fase encara està en curs).
Algunes de les dificultats identificades, vinculades a la transició d'un mitjà dominant a un altre posterior, sorgeixen precisament en les persones que viuen entre aquesta transició; no és fàcil formar part de dos mons, un que comença a esvair-se i un altre que emergeix, i és precisament aquesta situació la que ens permet entendre la problemàtica de conceptes com la complexitat, la descodificació d'un mateix i dels altres, del rol propi i dels altres en la societat.

## Definició professional
Encara en els seus inicis com a ciència i professió social, la socioteràpia està mal definida i, per tant, pren moltes formes, segons les definicions respectives creades pels terapeutes individuals, empreses i institucions que empren socioterapeutes i terapeutes d'enriquiment vital.
La Societat per al Foment de la Socioteràpia defineix la socioteràpia com «la gestió metòdica de l'entorn de vida d'un grup de clients, dirigida a assolir els objectius de tractament d'aquest grup, i concebuda com un mitjà per assolir els objectius de tractament del client individual, dins de una unitat funcional, generalment en un entorn de tractament clínic». Aquesta definició és més acceptada, especialment a les comunitats de cura vital, com ara les residències geriàtriques.
L'Associació de Socioteràpia dels Estats Units descriu una socioteràpia que posa l'accent en el suport de la consciència, la relació i la integració de la vida, i l'entorn. El seu enfocament principal és el procés de relacions interpersonals com a mètode per facilitar una vida més saludable, en lloc de diagnosticar la psicopatologia intrapsíquica, i intentar canviar-la mitjançant la coacció i l'anàlisi (psicologia i psicoteràpia). La Societat per al Foment de la Socioteràpia diu: «La socioteràpia opera a través d'una visió holística de la humanitat. És a dir que l'ésser humà és vist com una unitat somàtica, psíquica, social i espiritual, que és única per la seva pròpia història de creixement».
La definició de la socioteràpia com a ciència i professió social també es basa en els dictats regionals. Per exemple, el sistema d'assegurança de salut pública d'Alemanya oferia una definició exclusivament alemanya per tal de subvencionar el tractament dels professionals socioterapèutics. Va dir que la socioteràpia «designa components no mèdics, socials i laborals del procés assistencial».
Rand L. Kannenberg va escriure Sociotherapy for Sociopaths: Resocial Group (1986). Dissenyat per l'autor per ajudar a prevenir la recaiguda i la nova detenció de persones en llibertat condicional i en llibertat condicional en un centre comunitari de salut mental, aquest text descriu un programa de grup de vint-i-quatre sessions basat en l'evidència creat per a clients adults amb trastorns per consum de substàncies coexistents i els problemes persistents d'agressivitat, incompliment de normes i lleis, descuit, deshonestedat, impulsivitat, indiferència, irresponsabilitat i irritabilitat. El llibre examina la importància de la socioteràpia o l'assessorament sociològic en els camps de correccions i abús de substàncies. «El nou enfocament de Kannenberg per tractar els sociòpates que abusen de productes químics psicoactius hauria d'estar a l'arsenal de tots els consellers quan tracten a un client d'aquesta naturalesa».

## Acreditacions professionals
L'Associació de Socioteràpia està certificant socioterapeutes i dinamitzadors.

## Desenvolupament de mètodes i teories

### Pràctica
Els fonaments de qualsevol relació socioterapèutica inclouen la pràctica de la relació dialògica, el mètode fenomenològic, les estratègies teòriques de camp, la llibertat experimental, la gestió de la contratransferència.
La socioteràpia s'ha utilitzat en el tractament i l'educació d'adolescents a l'Acadèmia Kanner i a les Escoles Comunitàries de Sarasota, Florida (Estats Units d'Amèrica). En aquests entorns, la definició de treball de la socioteràpia és la pràctica de promoure un creixement i una vida saludables facilitant les comunitats terapèutiques, les relacions personals i la cultura positiva entre iguals. És més coneguda com a «teràpia de relació». L'acompanyament de suport és un mètode provat en el temps per ajudar les persones que estan lluitant a les seves vides. Els companys de suport ofereixen suport global a adults, adolescents, famílies, gent gran, nens i proveïdors de serveis, quan el suport és necessari. La base dels serveis d'acompanyament de suport és la relació, i la metodologia de contacte és la socioteràpia.
Els socioterapeutes participen constantment en la creació i perfeccionament de teories en dinàmiques de grup i socialització. Per exemple, un socioterapeuta d'una residència geriàtrica pot experimentar amb els diferents mètodes que es poden utilitzar per atraure un resident introvertit a activitats i reduir així el risc d'aïllament social del resident, que pot estar relacionat amb la progressió continuada de la demència d'aquest resident. En aquest exemple, el socioterapeuta també utilitzaria activitats com jocs i exercicis per controlar la salut mental d'una persona i utilitzar la interacció amb altres residents com a eina per millorar aquesta salut mental.

### Mètode fenomenològic
L'objectiu d'una exploració fenomenològica és la consciència. En socioteràpia, la consciència i la integració són fonamentals per a una vida saludable. Gran part de la pràctica es centra en maneres de donar suport i millorar el sentit de la consciència en els nostres camps d'experiència. Això s'aconsegueix amb relació, experimentació i exploració fenomenològica.
El mètode fenomenològic consta de tres passos: 
- la regla de l'epokhé,
- la regla de la descripció i
- la regla de l'horitzontalització.

Aplicant la regla de l'epokhé deixem de banda els nostres prejudicis i prejudicis inicials personals per tal de suspendre les expectatives i les suposicions. Aplicant la regla de la descripció, un s'ocupa de descriure en lloc d'explicar. Aplicant la regla de l'horitzontalització es tracta cada element de descripció com a valor o significació igual.
Quan es tracta d'una relació socioterapèutica, la regla de l'epokhé deixa de banda qualsevol teoria inicial respecte al que es presenta en la trobada entre terapeuta i client. La regla de la descripció implica observacions immediates i específiques, abstenint-se d'interpretacions o explicacions, especialment les formades a partir de l'aplicació de qualsevol teoria clínica superposada a les circumstàncies de l'experiència. La regla de l'horitzontalització evita qualsevol assignació jeràrquica d'importància de manera que les dades de l'experiència es prioritzen i es classifiquen a mesura que es reben.
Tal com va imaginar Husserl, la fenomenologia és un mètode d'investigació filosòfica que rebutja el biaix racionalista que ha dominat el pensament occidental des de Plató a favor d'un mètode d'atenció reflexiva que revela l' «experiència viscuda» de l'individu.

### Intersubjectivitat
La intersubjectivitat emfatitza que la comprensió i el consens compartits són essencials en la formació de les nostres idees, vivències i relacions. El llenguatge, per excel·lència, es veu com a comunitari més que com a privat. Per tant, és problemàtic veure l'individu com a part d'un món privat, que té un significat definit a part de qualsevol altre subjecte. Però en la nostra divergència compartida d'una experiència entesa comunament, aquests mons privats sorgeixen de manera natural.

## Psiquiatria comunitària i antipsiquiatria
La socioteràpia va donar els seus primers passos en l'àmbit psiquiàtric a principis de la dècada del 1940, a Anglaterra, a càrrec del psiquiatre Maxwell Jones. Fins aleshores, de fet, l'atenció terapèutica s'encarregava a institucions caracteritzades per un fort component de custòdia i per estades tan llargues que provocaven una mena d'identificació del pacient amb el sistema, dificultant així qualsevol possibilitat de recuperació.
La comunitat terapèutica, l'any 1940, va marcar una ruptura en el context psiquiàtric: una relació d'igualtat entre els membres de la institució hospitalària, és a dir, entre metges, infermeres, terapeutes i pacients, confiant a aquests darrers un paper actiu en el tractament, per tal de afavorir una relació dinàmica entre individu i individu i entre individu i comunitat. Les teràpies ocupacionals (basades en activitats de treball supervisat), les sales de jocs (estructurades amb la finalitat d'una possibilitat de creixement per a l'individu i el grup a través del joc), els laboratoris (estímul de l'expressió artística dels pacients) formen part oficialment del projecte de tractament.

## Socioteràpia per a les addiccions
En l'àmbit de la teràpia d'addiccions o el tractament de la drogoaddicció, es parla de «teràpia social» o «socioteràpia», per a la qual hi ha una formació reconeguda i per a la qual hi ha models diferenciats, com la «socioteràpia integradora» fundada per Hilarion Petzold l'any 1972, que també s'utilitza en altres camps de l'assistència psicosocial utilitzada per persones d'entorns desfavorits o en l'àmbit de la gerontoteràpia.

## Socioteràpia antroposòfica
A principis de la dècada del 1920, el filòsof i pedagog austríac Rudolf Steiner va introduir els conceptes de «pedagogia curativa» (o pedagogia Waldorf) i «socioteràpia antroposòfica». Són dues intervencions de suport relacionades amb dues fases diferents de la vida de l'individu: la pedagogia curativa s'adreça a infants amb dificultats o necessitats mentals, la socioteràpia antroposòfica a persones que han superat l'edat evolutiva.
- La pedagogia curativa, ja utilitzada a les primeres escoles de Steiner, tractava els problemes dels nens amb dificultats d'aprenentatge, també mitjançant l'establiment de classes especials. En els primers anys, moltes institucions es van desenvolupar en poc temps, sobretot a Alemanya, Suïssa, Anglaterra, Islàndia, Finlàndia i Països Baixos. Les principals àrees de la pedagogia curativa i la socioteràpia són el desenvolupament físic, de l'ànima i de l'esperit, amb especial consideració a les persones amb discapacitat (infants, joves i adults) per tal de permetre'ls una vida independent i integrada en la comunitat social.
- La socioteràpia antroposòfica (referida a l'edat adulta) segueix, amb vista a la continuïtat, la pedagogia curativa (adreçada als infants), desenvolupant-se sobre tres pilars: la vida social (experimentació del sentit de pertinença i reciprocitat), el treball (i conseqüent sentit d'utilitat personal envers la comunitat) i l'alimentació de l'ànima (realització d'activitats artístiques, culturals i expressives).

A principis de la dècada del 1950 es van establir els primers centres d'adults amb discapacitat. Moltes associacions i centres de formació van néixer a molts països. Actualment la pedagogia curativa i la socioteràpia estan molt esteses en uns 50 països, per un total de gairebé 750 institucions i organitzacions.